# 24 ur Le Mansa 1949
24 ur Le Mansa 1949 je bila sedemnajsta vzdržljivostna dirka 24 ur Le Mansa. Potekala je 25. in 26. junija 1949.

## Rezultati

### Uvrščeni
| Poz | Razred | Št | Moštvo                  | Dirkači                             | Šasija                                 | Motor                       | Krogi |
| --- | ------ | -- | ----------------------- | ----------------------------------- | -------------------------------------- | --------------------------- | ----- |
| 1   | S 2.0  | 22 | Lord Selsdon            | Lord Selsdon Luigi Chinetti         | Ferrari 166MM                          | Ferrari 2.0L V12            | 235   |
| 2   | S 3.0  | 15 | Henri Louveau           | Henri Louveau Juan Jover            | Delage D6S-3L                          | Delage 3.0L i6              | 234   |
| 3   | S 2.0  | 3  | Mrs. P. Trevelyan       | Harold John Aldington Norman Culpan | Frazer Nash High Speed Le Mans Replica | Bristol 2.0L I6             | 224   |
| 4   | S 3.0  | 14 | W.S. Watney             | Louis Gérard Francisco Godia        | Delage D6S-3L                          | Delage 3.0L I6              | 212   |
| 5   | S 5.0  | 11 | Pierre Meyrat           | Pierre Meyrat Robert Brunet         | Delahaye 135CS                         | Delahaye 4.0L I6            | 210   |
| 6   | S 5.0  | 6  | H.S.F. Hay              | H.S.F. Hay Tommy Wisdom             | Bentley 4¼ Paulin                      | Bentley 4.3L I6             | 210   |
| 7   | S 2.0  | 27 | Arthur Jones            | Arthur Jones Nick Haines            | Aston Martin 2-Litre Sports (DB1)      | Aston Martin 2.0L I4        | 207   |
| 8   | S 1.5  | 35 | Ecurie Lapin Blanc      | Eric Thompson Jack Fairman          | HRG 1500 Lightweight Le Mans           | Singer 1.5L I4              | 202   |
| 9   | S 5.0  | 12 | René Bouchard           | René Bouchard Pierre Larrue         | Delahaye 135MS                         | Delahaye 3.6L I6            | ?     |
| 10  | S 5.0  | 9  | Henry Leblanc           | Henry Leblanc Jean Brault           | Delahaye 135CS                         | Delahaye 3.6L I6            | ?     |
| 11  | S 2.0  | 29 | Robert Lawrie           | Robert Lawrie Robert W. Walker      | Aston Martin 2-Litre Sports (DB1)      | Aston Martin 2.0L I4        | ?     |
| 12  | S 1.1  | 44 | Monopole-Poissy         | Jean de Montrémy Eugene Dussous     | Monopole Sport                         | Gordini 1.1L I4             | ?     |
| 13  | S 3.0  | 20 | Jack Bartlett           | Jack Bartlett Nigel Mann            | Healey Coach Sport                     | Riley 2.4L I4               | ?     |
| 14  | S 1.1  | 47 | N.J. Mahé / R. Crovetto | Norbert Jean Mahé Roger Crovetto    | Simca Huit                             | Gordini 1.1L I4             | ?     |
| 15  | S 750  | 58 | Let-Aviation            | Frantisek Sutnar Otto Krattner      | Aero Minor Sport 750                   | Aero 0.7L Flat-2 (2-Stroke) | ?     |
| 16  | S 1.5  | 41 | Auguste Lachaize        | Auguste Lachaize Albert Debille     | DB Tank                                | Citroën 1.5L I4             | ?     |
| 17  | S 1.1  | 52 | André Guillard          | André Guillard Théodore Martin      | Simca Huit                             | Gordini 1.1L I4             | ?     |
| 18  | S 750  | 60 | Ecurie Verte            | Emmanuel Baboin Pierre Gay          | Simca Six                              | Simca 0.6L I4               | ?     |
| 19  | S 750  | 59 | Jacques Poch            | Ivan Hodac Jacques Poch             | Aero Minor Sport 750                   | Aero 0.7L Flat-2 (2-Stroke) | ?     |

### Odstopi
| Poz | Razred | Št | Moštvo                       | Dirkači                             | Šasija                            | Motor                      | Krogi |
| --- | ------ | -- | ---------------------------- | ----------------------------------- | --------------------------------- | -------------------------- | ----- |
| 20  | S 5.0  | 1  | André Chambas / Ecurie Verte | André Chambas André Morel           | Talbot-Lago Gran Sport Coupe      | Talbot-Lago 4.5L I6        | 222   |
| 21  | S 3.0  | 18 | Auguste Veuillet             | Auguest Veuillet Edmond Mouche      | Delage D6-3L                      | Delage 3.0L I6             | 208   |
| 22  | S 2.0  | 28 | Mrs. R.P. Hichens            | Pierre Marechal Donald Mathieson    | Aston Martin 2-Litre Sports (DB1) | Aston Martin 2.0L i4       | 192   |
| 23  | S 5.0  | 4  | Charles Pozzi                | Pierre Flahaut André Simon          | Delahaye 175S                     | Delahaye 4.5L I6           | 179   |
| 24  | S 1.5  | 42 | René Bonnet                  | René Bonnet Charles Deutsch         | DB 5                              | Citroën 1.5L I4            | 175   |
| 25  | S 1.5  | 43 | G.E. Phillips                | George Phillips R.M. Dryden         | MG TC Special Body                | MG 1.3L I4                 | 134   |
| 26  | S 5.0  | 8  | Louis Villeneuve             | Marius Chanal Yves Giraud-Cabantous | Delahaye 135CS                    | Delahaye 3.6L I6           | 128   |
| 27  | S 5.0  | 10 | R.R.C. Walker Racing Team    | Tony Rolt Guy Jason-Henry           | Delahaye 135CS                    | Delahaye 3.6L I6           | 126   |
| 28  | S 5.0  | 5  | Ets. Delettrez               | Jean Delettrez Jacques Delettrez    | Delettrez Diesel                  | Delettrez 4.4L I6 (Diesel) | 123   |
| 29  | S 1.1  | 45 | Monopole-Poissy              | Jean Hémard Raymond Leinard         | Monopole                          | Simca 1.1L I4              | 120   |
| 30  | S 1.1  | 48 | Just-Emile Vernet            | Just-Emile Vernet Claude Batault    | Simca Huit                        | Simca 1.1L I4              | 118   |
| 31  | S 1.1  | 56 | Jacques Savoye               | Jacques Savoye Marcel Renault       | Singer 9                          | Singer 1.0L I4             | 97    |
| 32  | S 5.0  | 2  | Ecurie France                | Paul Vallé Guy Mairesse             | Talbot-Lago Monoplace Decalee     | Talbot-Lago 4.5L I6        | 95    |
| 33  | S 1.1  | 54 | Mme Vivianne Elder           | Vivianne Elder René Camerano        | Simca Huit                        | Simca 1.1L I4              | 95    |
| 34  | S 1.1  | 46 | Robert Redge                 | Félix Lecerf Robert Redge           | Simca Dého                        | Simca 1.1L I4              | 89    |
| 35  | S 1.1  | 50 | Amédée Gordini               | Pierre Veyron José Scaron           | Simca-Gordini T8                  | Simca 1.1L I4              | 88    |
| 36  | S 1.5  | 34 | Ecurie Lapin Blanche         | Jack Scott-Douglas Neville Gee      | HRG 1500 Lightweight Le Mans      | Singer 1.5L I4             | 83    |
| 37  | S 3.0  | 16 | Marc Versini                 | Marc Versini Gaston Serraud         | Delage D6-3L                      | Delage 3.0L I6             | 58    |
| 38  | S 2.0  | 23 | J.A. Plisson                 | Jean Lucas Pierre-Louis Dreyfus     | Ferrari 166MM                     | Ferrari 2.0L V12           | 53    |
| 39  | S 5.0  | 3  | Charles Pozzi                | Eugene Chabaud Charles Pozzi        | Delahaye 175S                     | Delahaye 4.5L I6           | 52    |
| 40  | S 2.0  | 30 | Peter Monkhouse              | Peter Monkhouse Ernest Stapleton    | Aston Martin Speed Model          | Aston Martin 2.0L I4       | 45    |
| 41  | S 1.1  | 51 | Robert Tocheport             | Robert Tocheport Roget Carron       | Simca Huit                        | Simca 1.1L I4              | 45    |
| 42  | S 1.5  | 36 | Just-Emile Vernet            | Georges Trouis Roger Eckerlein      | Riley RMA                         | Riley 1.5L I4              | 40    |
| 43  | S 2.0  | 31 | Dudley C. Folland            | Anthony Heal Dudley Folland         | Aston Martin Speed Model          | Aston Martin 2.0L I4       | 26    |
| 44  | S 5.0  | 7  | Ecurie Rosier                | Louis Rosier Jean-Louis Rosier      | Talbot-Lago Spéciale              | Talbot-Lago 4.1L I6        | 21    |
| 45  | S 1.1  | 57 | Camille Hardy                | Camille Hardy Maurice Roger         | Renault 4CV                       | Renault 0.8L I4            | 21    |
| 46  | S 1.5  | 33 | Ecurie Lapin Blanche         | Peter Clark Mortimer Morris-Goodall | HRG 1500 Lightweight Le Mans      | Singer 1.5L I4             | 11    |
| 47  | S 3.0  | 19 | Aston Martin Lagonda Ltd.    | Leslie Johnson Charles Brackenbury  | Aston Martin DB2                  | Lagonda 2.6L I6            | 6     |
| 48  | S 2.0  | 32 | Louis Eggen                  | Louis Eggen Egon Kraft de la Saulx  | Alvis TA 14                       | Alvis 1.9L I4              | 6     |
| 49  | S 1.1  | 49 | Amédée Gordini               | Jean Trévoux Marcel Lesurque        | Simca-Gordini TMM                 | Simca 1.1L I4              | 5     |

### Statistika
- Najhitrejši krog - #4 Charles Pozzi - 5:12.5
- Razdalja - 3178.299km
- Povprečna hitrost - 132.420km/h

### Dobitniki nagrad
- 15th Rudge-Whitworth Biennial Cup - #22 Lord Selsdon
- Index of Performance - #22 Lord Selsdon